# Daniel Kriegman
Pour les articles homonymes, voir Kriegman.
 (novembre 2015).
Daniel Kriegman, né en 1951, est un essayiste et psychanalyste américain.

## Biographie
Il soutient une thèse de doctorat à l'université de Boston en 1980. Il est l'un des fondateurs de l'Institut psychanalytique pour la famille et le couple de Nouvelle-Angleterre et un membre de la faculté de l'Institut pour la Psychanalyse du Massachusetts. Il fut anciennement psychologue en chef et directeur du département « réhabilitation et surveillance » du Centre de traitement des délinquants sexuels du Massachusetts ainsi que le directeur clinique du département pour la Sécurité maximale et le traitement intensif des adolescents de Boston.
Kriegman est coauteur avec Malcolm Slavin de The Adaptive Design of the Human Psyche: Psychoanalysis, Evolutionary Biology, and the Therapeutic Process . Cet ouvrage a introduit le concept de paradigme psychanalytique connu sous le nom de « psychanalyse évolutive ». Kriegman est également coéditeur avec J.G. Teicholz de Trauma, Repetition, & Affect Regulation: The Work of Paul Russell . Il est par ailleurs l'auteur d'articles et de chapitres d’ouvrages traitants de sujets comme l’évolution de la compréhension du comportement humain ou encore des théories et des pratiques de la psychanalyse abordée à travers les psychothérapies.
Il exerce à Newton dans le Massachusetts. Il effectue également des travaux spécialisés dans la psychologie légale.
Daniel Kriegman est le fondateur, avec son épouse Cynthia et son fils Isaac, de la « Maison de Zuzu » où est développé un logement coopératif qui propose une alternative au système de santé mentale pour des personnes qui ont été diagnostiquées comme ayant des troubles mentaux graves.
En 2001, Kriegman commence à décrire une religion qu'il a inventée appelée « Ozacua » (plus tard Yoism) comme « la première religion open-source »,. Le concept est ensuite développé par le théoricien des médias, Douglas Rushkoff dans son livre, Nothing's Sacred: The Truth about Judaism (2003).

## Publications

### Ouvrages
- The Adaptive Design of the Human Psyche: Psychoanalysis, Evolutionary Biology, and the Therapeutic Process, avec Malcolm Slavin,  Guilford Press, 1992  (ISBN 0898627958)
- (codir.) avec J. G. Teicholz,  Trauma, Repetition, & Affect Regulation:  The Work of Paul Russell.  New York:  The Other Press, 1998.

### Articles
- « Evolutionary psychoanalysis:  Toward an adaptive, biological perspective on the clinical process in psychoanalytic psychotherapy ». In P. Gilbert and K. Bailey (Eds.), Genes on the Couch:  Explorations in Evolutionary Psychology (p. 71-92).  East Sussex, England: Psychology Press.
- « Interpreting & Negotiating Conflicts of Interests in the Analytic Relationship:  A Discussion of Salee Jenkins’s Clinical Case ». In A. Goldberg (Ed.), Progress in Self Psychology, Vol. 18, (p. 87-112).  Hillsdale, NJ: Analytic Press.
- « The reduction of sexual offense recidivism following commitment and psychodynamic treatment:  A challenge to the dominant cognitive-behavioral model ». The Journal of Sexual Offender Civil Commitment:  Science and the Law, 1, 90-98.
- « Conflict in the Analytic Relationship:  The Psychoanalytic Treatment of a “Schizophrenic” (without drugs) ». Journal of the American Psychoanalytic Association